# Mr. Brown Is Back in Town
Mr. Brown Is Back in Town è un singolo del disc jockey, conduttore radiofonico e conduttore televisivo italiano Andrea Pellizzari, pubblicato il 9 novembre 2010 dall'etichetta discografica Universal, prodotto da Sir Bob Cornelius Rifo (Bloody Beetroots).
Il brano è basato sul noto brano per bambini britannico London Bridge Is Falling Down.

## Contesto
La canzone, e il relativo singolo, sono stati realizzati a scopo di beneficenza. I proventi derivanti dalla sua vendita sono devoluti in favore della Fondazione Francesca Rava N.P.H. Italia Onlus per la costruzione di una casa accoglienza nei pressi dell'Ospedale Pediatrico Saint Damien di Port au Prince (Haiti) per bambini orfani del terremoto. Il brano ha venduto circa 55 000 copie, riuscendo a dare un contributo significativo per la costruzione della casa di accoglienza.

## Tracce
1. Mr. Brown Is Back In Town (English Radio Edit) – 2:38
2. Mr. Brown Is Back In Town (Creolo Radio Edit) – 2:40